# Víctor Lago Román
Víctor Lago Román, (O Carballiño, Ourense, 13 d'agost de 1919 - Madrid, 4 de novembre de 1982) va ser un militar espanyol, amb el rang de general de divisió. Va ser voluntari a les files de l'exèrcit de Franco sublevat contra el govern de la República, membre de la División Azul que va combatre al costat de l'Alemanya nazi, de les campanyes colonials espanyoles al nord d'Àfrica i posteriorment cap de la Divisió Cuirassada Brunete. Va morir en un atemptat de l'organització armada ETA a Madrid.

## Biografia

### Carrera militar durant el Franquisme
Va néixer a O Carballiño el 13 d'agost de 1919. Va ingressar en l'Exèrcit el 18 de juliol de 1936 com a voluntari. La seva primera destinació amb les tropes del General Franco va ser en la defensa de l'Alto de los Leones a Madrid. Més tard es va incorporar a la V Bandera de la Legió, on va aconseguir els graus de tinent i capità. El 1940 va ingressar en la primera promoció de Transformació, de l'Acadèmia General de Saragossa. S'incorporà a la Divisió Blava i fa tota la campanya fins a 1944. Mana després el primer tabor del Cos de Tiradors d'Ifni. Pren part en les campanyes d'Ifni i Sàhara. Després mana la VI Bandera del Terç Saharià Don Juan de Austria, III de la Legió. Va manar també el regiment de Wad Ras.

### Carrera militar després del franquisme
El 30 de setembre de 1981 va ser nomenat governador militar de Madrid i sotsinspector de tropes i serveis de la Primera Regió Militar. Exercint aquest càrrec, va presidir el 28 d'octubre de 1981 els Consells de Guerra que es van celebrar contra el coronel Graíño i el capità Miláns del Bosch i Portolés. Les sentències dels Consells serien reunides pel govern i anul·lades pel llavors Capità General de Madrid, tinent general Guillermo Quintana Lacaci, i es tornarien a celebrar uns nous Consells de Guerra el 26 de gener de 1982, que ja presidiria el nou governador militar de Madrid, general Salvador Portillo Togores. El general Víctor Lago Román va ser designat cap de la Divisió Cuirassada Brunete número 1. El 23 de setembre de 1981 substituïa en el càrrec al general Carbonell, que havia passat a la situació B en complir l'edat reglamentària. El general Lago Román va ser qui va ocupar accidentalment la Capitania General de Madrid durant el curt espai de temps entre la passada a la situació B del tinent general Guillermo Quintana Lacaci i el nomenament de Ricardo Arozamena Girón com a capità general de Madrid.

### Atemptat i mort
El general Llac Román va morir metrallat per dos individus que van usar una motocicleta, poc després de les 8.30 del matí del 4 de novembre de 1982, en l'avinguda de l'Arco de la Victoria de la Ciutat Universitària de Madrid. En l'atemptat també fou ferit el conductor del cotxe del general, el soldat Juan Carlos Villalba.
L'assassinat del general Logo Román va ser qualificat com el més greu fins a aquest moment des del perpetrat contra el president del Govern, l'almirall Luis Carrero Blanco, el 20 de desembre de 1973. L'atemptat va tenir un gran impacte polític, no només pel prestigi del general assassinat, sinó pel moment triat, amb prou feines una setmana després que el PSOE guanyés les eleccions del 28 d'octubre i quan Felipe González, president electe, no havia pres possessió oficial del seu càrrec.
Al palau de Buenavista, Caserna General de l'Exèrcit, es va celebrar la missa corpore insepulto i la rendició de màxims honors militars, com a general amb comandament en plaça, a les restes mortals de Víctor Lago Román, qui va ser condecorat a títol pòstum amb la Gran Creu al Mèrit Militar amb distintiu Blanc. Fou enterrat a Pontedeume (La Corunya) d'on era natural la seva esposa.

## Judicis i condemnats per l'atemptat
Els militants bascos Henri Parot Unai i Juan Lorenzo Lasa Mitxelena Txikierdi, van ser condemnats per l'Audiència Nacional l'1 d'agost de 2006 a 50 anys de presó per la seva participació en l'atemptat comès pel denominat comando Argala o itinerant. Parot ja havia estat condemnat a 4.797 anys de presó per 26 assassinats. El mateix ocorria amb Txikierdi, condemnat a més de 300 anys de presó per diversos crims i que portava pres a França des de gener de 1985 i a Espanya des d'abril de 1992.